# Caroline Graham
Caroline Graham (ur. 17 lipca 1931 w Nuneaton) – angielska pisarka, autorka m.in. cyklu książek o śledztwach prowadzonych przez nadinspektora Barnaby'ego i sierżanta Troya; cykl ten zainspirował twórców serialu Morderstwa w Midsomer.

## Twórczość
Cykl z nadinspektorem Barnabym i sierżantem Troyem
- Zabójstwa w Badger's Drift (The Killings at Badger's Drift 1987, wyd. pol. 2005)
  - (Jest 1987 rok, nie mają jeszcze komputera. Troy ma już żonę, w policji pracuje od 5 lat. Cully studiuje, a rodzice Barnaby'ego żyją zdrowo.)
- Śmierć pustego człowieka (Death Of a Hollow Man 1989, wyd. pol. 2006)
  - (Cully poznaje Nicolasa)
- Śmierć w przebraniu (Death in Disguise 1992, wyd. pol. 2006)
- Pisane krwią (Written in Blood 1994, wyd. pol. 2005)
  - (Córka Troya ma 2 lata.)
- Wierna do śmierci (Faithful unto Death 1996, wyd. pol. 2006)
  - (Córka Troya ma 3 lata, a ten zakochuje się pierwszy raz w życiu i to nie w swojej żonie.)
- Bezpieczne miejsce (A Place of Safety 1999, wyd. pol. 2007)
  - (Córka Troya ma 4 lata 3 miesiące, a Barnaby obchodzi swoje srebrne wesele.)
- Duch w machinie (A Ghost in The Machine 2004, wyd. pol. 2007)
  - (Barnaby myśli o emeryturze, a Troy podrywa koleżankę z pracy – nie tę, co poprzednio.)

Inne powieści
- Fire Dance 1982
- Zawiść nieznajomego (The Envy of the Stranger 1984, wyd. pol. 2008)
- Morderstwo w Madingley Grange (Murder at Madingley Grange 1990, wyd. pol. 2008)

## Nagrody
- 1989 Macavity Award w kategorii Najlepszy debiut powieściowy za Zabójstwa w Badger's Drift